# Ascope (província)
Ascope é uma província do Peru localizada na região de La Libertad. Sua capital é a cidade de Ascope.

## Distritos da província
- Ascope
- Casa Grande
- Chicama
- Chocope
- Magdalena de Cao
- Paiján
- Razuri
- Santiago de Cao